# Горбачук, Мирослав Львович
Мирослав Львович Горбачук (укр. Горбачук Мирослав Львович, 8 марта 1938, Рыботичи, Львовское воеводство — 8 января 2017, Киев) — украинский советский математик, президент Украинского математического общества (2005—2012), член-корреспондент НАН Украины, доктор физико-математических наук, профессор.

## Биография
Мирослав Горбачук родился в многодетной семье (семь детей) на Лемковщине, в деревне Рыботичи Пермышльского района (сейчас — Польша).
В 1945 году, во время операции Висла семья была вынуждена бежать из родных мест. Обосновались в деревне Пановичи Самбирского района. Местный священник предоставил им укрытие в своем доме.
Мальчик рос в музыкальной среде: его отец самостоятельно овладел искусством игры на скрипке, и, наряду с другими музыкантами, играл на сельских праздниках, у его матери было высокое сопрано, Мирослав и сам хорошо пел. В доме часто звучали старинные и современные украинские песни, устраивались народные танцы, колядовали, щедрость. Под влиянием своего отца Мирослав попытался поступить в музыкальную школу в Дрогобыче, но «рухнул» на диктанте по русскому языку, пришлось продолжить учёбу в средней школе в деревне Бисковичи. Он ходил в школу пешком, преодолевая 15-километровое расстояние каждый день.
Постепенно математика начала отодвигать музыку, и после окончания школы в 1956 году он в тот же год поступил в Львовский университет на механико-математический факультет.
Уровень преподавания математики в университете в то время был очень высоким. Особое впечатление на молодого человека произвели лекции И. Г. Соколова и Ю. В. Лопатинского, которые оставили неизгладимый след во всей его последующей жизни. Курсовые и дипломные работы были выполнены под руководством Владислава Лянце. По его рекомендации, в 1961 году Мирослав стал аспирантом отдела математического анализа Института математики Академии наук СССР. Под влиянием Ю. М. Березанского, а также от изучения работ М. Г. Крейна, были сформированы научные интересы. Личное знакомство с М.Г. Крейном состоялось во время обучения в аспирантуре, когда появилась возможность сделать несколько сообщений на семинаре города Одесса, неизменным руководителем которого был Марк Григорьевич.
С 1961 года до смерти научная деятельность М. Л. Горбачука была связана с Институтом математики. Здесь он защищал как «забавную операторную функцию», так и докторскую «некоторые проблемы спектральных теории дифференциальных уравнений в версиях вета-функций» в 1973 году. Здесь он занимал должности старшего инженера, младшего и старшего исследователя в Отдел математического анализа. Он возглавлял лабораторию дифференциальных уравнений с частичными производными, и с 1986 года - отдел дифференциальных уравнений с частными производными. Здесь он был избран членом НАН Украины в 2000 году.

## Научные интересы
Автор трёх монографий (две из них на английском языке) и около 180 статей, которые стимулировали развитие новых аспектов теории симметричных операторов, теории предельных задач для дифференциальных уравнений с частными производными и уравнений с неограниченными операторными коэффициентами, теории обобщенных функций и широким математическим в целом.
Серия его работ «Пространства основных и обобщенных векторов замкнутого оператора и их применение к исследованию решений операторно-дифференциальных уравнений» отмечена премией им. Н. М. Крылова, его монографии вошли в цикл работ «Новые методы в теории обобщенных функций и их применение к математической физике», удостоенного Государственной премии Украины в области науки и техники 1998 г., а серия работ «Проблемы спектральной теории операторов и их применений», часть которой также составляют работы М. Л. Горбачука, отмечена премией Президиума НАН Украины им. М. Г. Крейна (2008).